# Игрек 17
„Игрек 17“ е български игрален филм (криминален) от 1973 година на режисьора Вили Цанков, по сценарий на Асен Георгиев и Иван Охридски. Оператор е Венец Димитров. Музиката във филма е композирана от Ангел Михайлов.

## Сюжет
Българското контраразузнаване узнава, че секретна информация изтича от страната на Запад. Със задачата да открие канала за изнасяне на инфромацията се заема агент Игрек 17 (Иван Кондов). В България пристига чуждестранният агент Бернар Корса, под псевдонима Перон. На морето той се среща с бившия капитан на кораб Руднев (Георги Георгиев – Гец). В дома на Руднев като квартирантка се настанява младата Мина (Доротея Тончева), представяща се за касиерка, която всъщност е служител на контраразузнаването. Руднев е поставен при ситуация да избира на кого да сътрудничи.

## Състав

### Актьорски състав
| Изпълнител                                          | Роля                                   |
| --------------------------------------------------- | -------------------------------------- |
| Иван Кондов                                         | агент Игрек 17 (Иван)                  |
| Йозеф Блаха (озвучен от Коста Цонев)                | Бернар Корса (Перон)                   |
| Доротея Тончева                                     | касиерката Мина                        |
| Анани Явашев                                        | Капитан Евгени Станев                  |
| Явор Милушев                                        | Игрек 117                              |
| Георги Георгиев – Гец                               | Капитан Павел Руднев                   |
| Георги Калоянчев                                    | Дядото, тъстът на Игрек 17             |
| Богомил Симеонов                                    | Генералът                              |
| Тодор Тодоров                                       | Рекси                                  |
| Жана Стоянович                                      | Жената на Игрек 17                     |
| Иван Несторов                                       | крминалистът Боян                      |
| Милчо Червенков                                     | Барманът                               |
| Стефан Мавродиев                                    | Стефан, синът на Иван /Иван като млад  |
| Димитър Бочев                                       | криминалистът с мустаците от Войнягово |
| Иван Джамбазов                                      | сътрудник на Игрек 17                  |
| Стефан Илиев                                        |                                        |
| Лъчезар Стоянов                                     | хулиганът в ресторанта                 |
| Петър Пенков (не е посочен в надписите на филма)    | крупието                               |
| Михаил Ботевски (не е посочен в надписите на филма) | тормозеният младеж в ресторанта        |

### Технически екип
| Сценарий           | Асен Георгиев Иван Охридски                                                                    |
| Режисьор           | Вили Цанков                                                                                    |
| Оператор           | Венец Димитров                                                                                 |
| Художник           | Ирина Маричкова                                                                                |
| Музика             | Ангел Михайлов                                                                                 |
| Звук               | Людмила Махалнишка                                                                             |
| Монтаж             | Тотка Кръстева                                                                                 |
| Комбинирани снимки | Иван Манев                                                                                     |
| Асистент           | Нено Трифонов                                                                                  |
| Втори художник     | Владимир Колев                                                                                 |
| Редактори          | Свобода Бъчварова Антоанета Войникова                                                          |
| Консултант         | Марин Гинев                                                                                    |
| Втори режисьор     | Виолета Лазарова                                                                               |
| Асистент-режисьори | Соня Василева Виолета Зенгинова                                                                |
| Асистент-оператори | Жоро Недялков Борислав Балевски Павел Павлов                                                   |
| Грим               | Лефтера Недева                                                                                 |
| Фотограф           | Донка Йолова                                                                                   |
| Организатори       | Боян Шумков Цанко Цанков                                                                       |
| Директор           | Николай Нейков                                                                                 |
| Distributed by     | Българска кинематография Студия за игрални филми Творчески колектив „ХЕМУС“ /Copyright © 1972/ |